# José García Vayas
Pour les articles homonymes, voir José García (homonymie) et García.
José García Vayas était un général espagnol et dirigeant militaire des forces républicaines pendant la guerre civile espagnole.

## Biographie
José García Vayas est né à Estella-Lizarra Navarre le 7 septembre 1889, fils de capitaine José García Pradas. Il est admis à l'Académie d'infanterie le 29 août 1909 et devient lieutenant le 27 février 1912. Il est affecté au régiment d'infanterie de Santander (Espagne). Le 6 septembre 1918, il a été promu au grade de capitaine. Le 7 septembre 1925, il se porte volontaire avec son bataillon pour servir au Maroc, il revient à Santander en octobre 1926. Le 7 juin 1934 il est promu commandant d'infanterie. En avril 1936, il reçoit le commandement du deuxième bataillon du régiment d'infanterie de Santander, stationné à Santoña.
García Vayas a refusé de se joindre à la rébellion militaire en juillet 1936, et a aidé le leader socialiste Juan Ruiz Olazarán (es) pour empêcher les partisans du général Francisco Franco de prendre le contrôle à Santander. Après la tentative de coup d'état à Santander échoué, il est nommé commandant militaire de la province de Cantabria et président du Conseil de guerre. Il a remplacé le colonel Pérez y García Argūelle comme chef du Régiment de valence.
Quand les républicains forment l'armée du Nord, il est promu au grade de lieutenant-colonel et nommé chef du 14e corps d'armée. Le capitaine Francisco Ciutat reçoit le commandement de l'armée du Nord, l'Asturies, Santander et le Pays basque. Ces régions ont maintenu une autonomie politique et militaire. Dans la région minière des Asturies les milices sont commandées par Belarmino Tomás, chef du comité du Front populaire pour cette région. García Vayas a conduit les forces armées à Santander. Les milices basques ont été militarisés le 26 octobre 1936 par José Antonio Aguirre, président du Pays basque.
Le 15 novembre 1936 Général Francisco Llano de la Encomienda est remplacé par Francisco Ciutat. Il a complètement échoué à former un commandement unifié. Le général franciste Emilio Mola a commencé une campagne dans le nord le 31 mars 1937. Son premier objectif était de capturer les zones industrielles du Pays basque. La campagne a été impitoyable, en utilisant les tirs d'artillerie massifs et les bombardements des villes comme Guernica pour écraser la résistance. Le 27 mai 1937 Llano de la Encomienda est officiellement remplacé par le général Mariano Gámir Ulibarri. En juin 1937 García Vayas est promu au grade de colonel. Après la bataille de Santander, la province tombe le 1er septembre 1937.
À la fin de la guerre, il part en exil en France où il meurt le 27 octobre 1962 à Albi.